# Biak
Biak là một hòn đảo nhỏ nằm ở vịnh Cenderawasih gần bờ biển phía bắc của Papua, một tỉnh của Indonesia, và chỉ là phía tây bắc của New Guinea. Biak là hòn đảo lớn nhất trong quần đảo nhỏ của nó, có nhiều đảo san hô, rạn san hô và san hô.
Trung tâm dân số lớn nhất là ở Kota Biak (thành phố Biak) ở bờ biển phía nam. Phần còn lại của hòn đảo này ít dân cư với những ngôi làng nhỏ.
Biak là một phần của Quần đảo Biak (Kepulauan Biak).

## Khí hậu
Biak có khí hậu rừng mưa nhiệt đới với nhiệt độ gần như trong suốt cả năm. Nhiệt độ trung bình hàng năm ở thành phố là 26 °C (79 °F), cũng thường là nhiệt độ trung bình mỗi ngày ở Biak. Thành phố nhìn thấy lượng mưa trong mỗi tháng trong suốt cả năm, trung bình khoảng 2.816 milimét (110.9 in) lượng mưa trong một năm. Những tháng khô hạn nhất tháng mười một, trung bình ít hơn 200 milimet (7.9 inch) mưa mỗi tháng, và tháng ẩm nhất ở Biak, Indonesia là tháng 3 mưa TB gần 280mm (gần 11 inch) mưa mỗi tháng
| Dữ liệu khí hậu của Biak, Papua          | Dữ liệu khí hậu của Biak, Papua | Dữ liệu khí hậu của Biak, Papua | Dữ liệu khí hậu của Biak, Papua | Dữ liệu khí hậu của Biak, Papua | Dữ liệu khí hậu của Biak, Papua | Dữ liệu khí hậu của Biak, Papua | Dữ liệu khí hậu của Biak, Papua | Dữ liệu khí hậu của Biak, Papua | Dữ liệu khí hậu của Biak, Papua | Dữ liệu khí hậu của Biak, Papua | Dữ liệu khí hậu của Biak, Papua | Dữ liệu khí hậu của Biak, Papua | Dữ liệu khí hậu của Biak, Papua |
| Tháng                                    | 1                               | 2                               | 3                               | 4                               | 5                               | 6                               | 7                               | 8                               | 9                               | 10                              | 11                              | 12                              | Năm                             |
| ---------------------------------------- | ------------------------------- | ------------------------------- | ------------------------------- | ------------------------------- | ------------------------------- | ------------------------------- | ------------------------------- | ------------------------------- | ------------------------------- | ------------------------------- | ------------------------------- | ------------------------------- | ------------------------------- |
| Trung bình ngày tối đa °C (°F)           | 30.0 (86.0)                     | 29.2 (84.6)                     | 31.0 (87.8)                     | 30.2 (86.4)                     | 30.1 (86.2)                     | 29.7 (85.5)                     | 31.0 (87.8)                     | 29.7 (85.5)                     | 29.7 (85.5)                     | 30.3 (86.5)                     | 30.3 (86.5)                     | 30.4 (86.7)                     | 30.1 (86.3)                     |
| Tối thiểu trung bình ngày °C (°F)        | 23.4 (74.1)                     | 23.7 (74.7)                     | 23.4 (74.1)                     | 23.2 (73.8)                     | 23.5 (74.3)                     | 23.2 (73.8)                     | 23.5 (74.3)                     | 22.9 (73.2)                     | 22.3 (72.1)                     | 23.6 (74.5)                     | 23.8 (74.8)                     | 23.7 (74.7)                     | 23.3 (74.0)                     |
| Lượng Giáng thủy trung bình mm (inches)  | 270 (10.6)                      | 246 (9.7)                       | 278 (10.9)                      | 214 (8.4)                       | 266 (10.5)                      | 216 (8.5)                       | 234 (9.2)                       | 243 (9.6)                       | 209 (8.2)                       | 206 (8.1)                       | 195 (7.7)                       | 239 (9.4)                       | 2.816 (110.8)                   |
| Số ngày giáng thủy trung bình            | 25                              | 22                              | 20                              | 18                              | 21                              | 16                              | 14                              | 19                              | 20                              | 17                              | 12                              | 15                              | 219                             |
| Nguồn: World Meteorological Organization |                                 |                                 |                                 |                                 |                                 |                                 |                                 |                                 |                                 |                                 |                                 |                                 |                                 |